# Naumburger Madonna

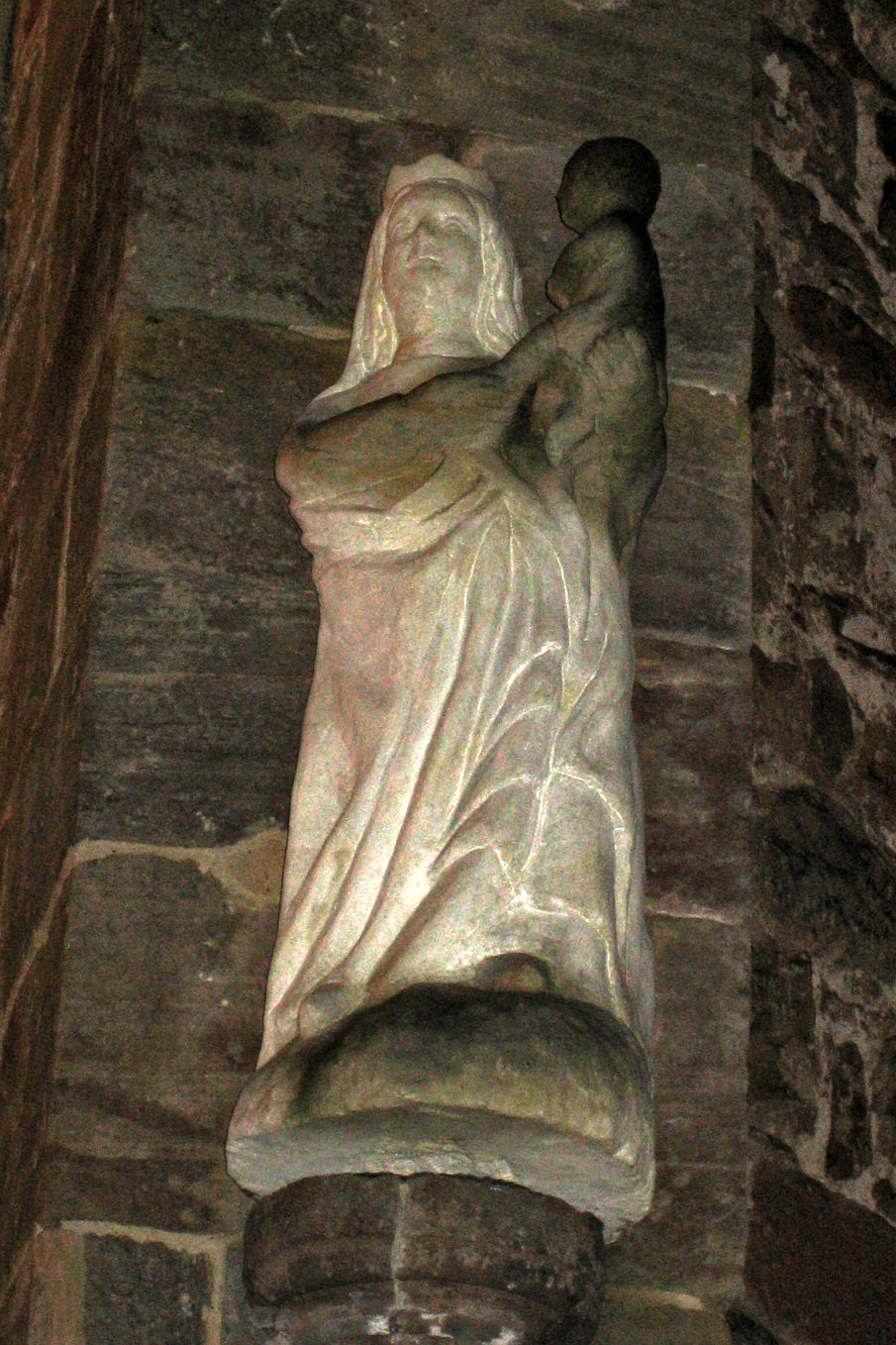
Die Madonna in Naumburg (Hessen)

Die Naumburger Madonna ist eine gotische Madonnenstatue an bzw. in der katholischen Stadtkirche St. Crescentius in der Stadt Naumburg im Landkreis Kassel in Nordhessen.
Der Bau der Stadtpfarrkirche St. Crescentius, einer zweijochigen dreischiffigen gotischen Pseudobasilika, wurde im 14. Jahrhundert begonnen. Das Langhaus wurde um 1420/30 erweitert und der Turm wurde 1512 vollendet. Nach dem großen Stadtbrand 9. Juli 1684, der die Kirche weitgehend zerstörte, wurde der Bau in seiner heutigen Form erneuert und 1692 geweiht. Möglicherweise fand dabei ein Wechsel des Schutzheiligen statt: vor 1692 war die Kirche vermutlich der Heiligen Maria geweiht, worauf die Naumburger Madonna schließen lässt.
Die typisch gotische Statue aus hellem Sandstein wurde um 1340 von einem nicht mehr bekannten Bildhauer und Steinmetz geschaffen. Ob der Künstler aus der Umgebung stammte oder eigens zum Arbeiten nach Naumburg anreiste, ist ungeklärt; die Skulptur weist keinerlei Steinmetzzeichen auf, die auf ihn schließen lassen. Die Madonna hält das Jesuskind auf ihrem linken Arm in Schulterhöhe, und das Kind hält einen Vogel in den Händen. Die Statue stand ursprünglich auf einer Konsole in 3 m Höhe an einem Strebepfeiler an der südlichen Außenseite der Kirche. Heute steht das Original im Kircheninneren, und eine Kopie steht an der ursprünglichen Stelle an der Außenfassade.